# Galia (film)
Pour les articles homonymes, voir Galia.
Pour plus de détails, voir Fiche technique et Distribution.
Galia est un film de production franco-italienne réalisé par Georges Lautner, sorti en 1966

## Synopsis
À Paris, Galia sauve Nicole, qui veut se jeter dans la Seine car son mari, Greg, la néglige. La vie de Greg  tourne autour des plaisirs de la chair, de l'ambition dévorante pour l'argent et du rang social, au travers de Wespyr, un homme riche et licencieux. Galia conseille à Nicole de disparaître pendant quelques jours afin d'inquiéter son mari et accepte de le suivre pour voir ses réactions. 
Malgré les avertissements de Nicole, Galia consent à passer le week-end avec lui à Venise et tombe amoureuse de Greg. Une tension sans cesse grandissante va naître et s'amplifier entre les deux femmes, jusqu'au dénouement dramatique inévitable.

## Fiche technique
- Titre : Galia
- Réalisation : Georges Lautner
- Scénario : Vahé Katcha
- Adaptation et dialogue :  Vahé Katcha  et Georges Lautner
- Décors : Jean d'Eaubonne
- Photographie : Maurice Fellous Noir et blanc .
- Musique : Jean-Sébastien Bach et Michel Magne
- Production : Michel Safra et Serge Silberman
- Pays d'origine :  France /  Italie
- Langue : français
- Format : 1,37:1
- Genre : Film dramatique, Film policier
- Durée : 105 minutes
- Date de sortie : 26 janvier 1966

## Distribution

Acteurs principaux
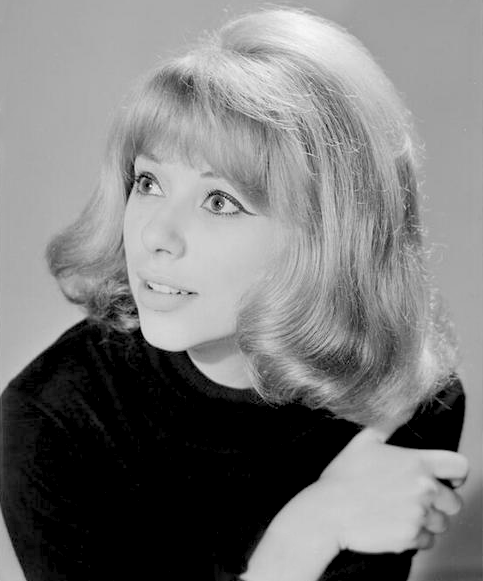
Mireille Darc (Galia)
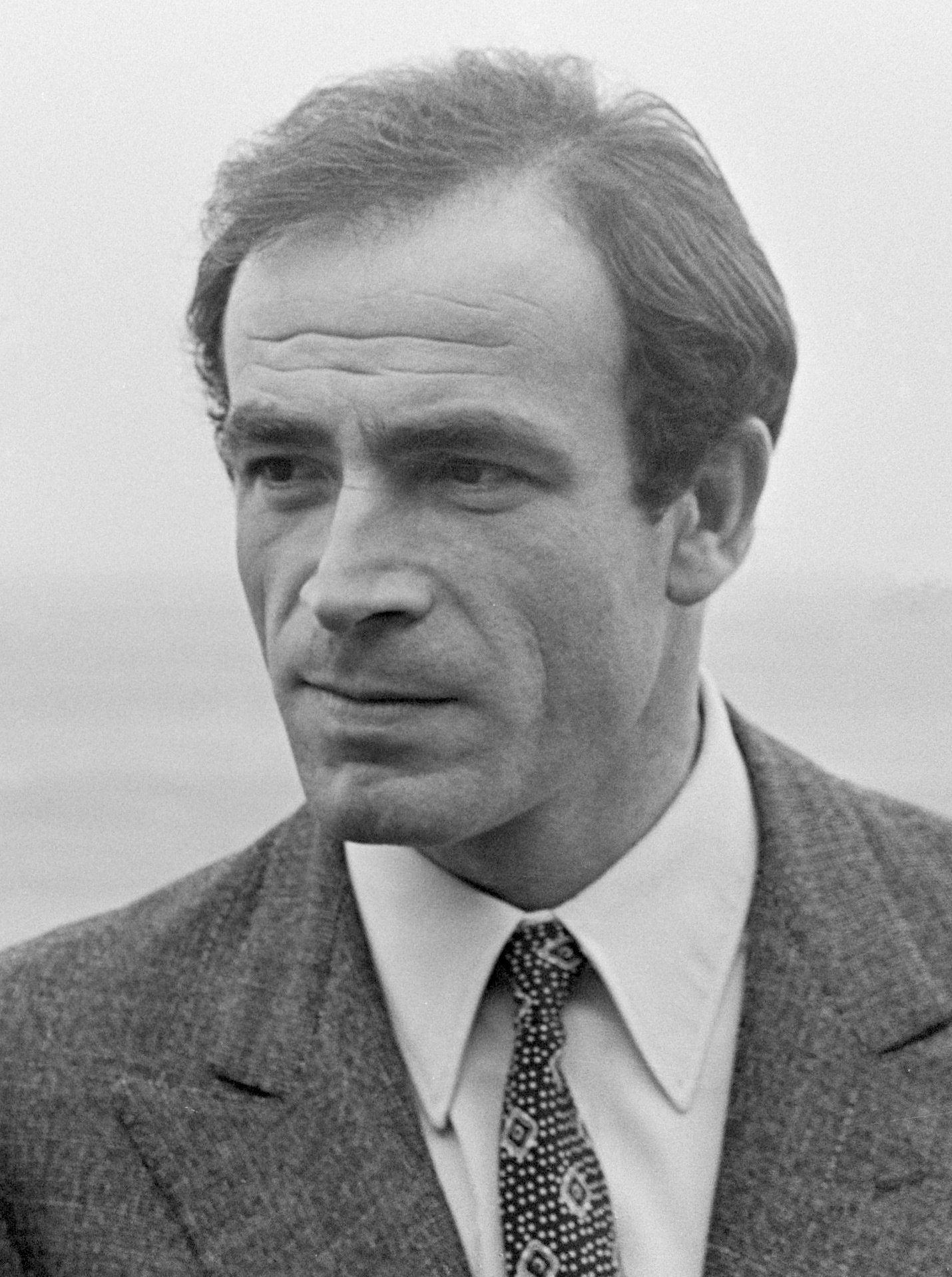
Venantino Venantini (Greg)
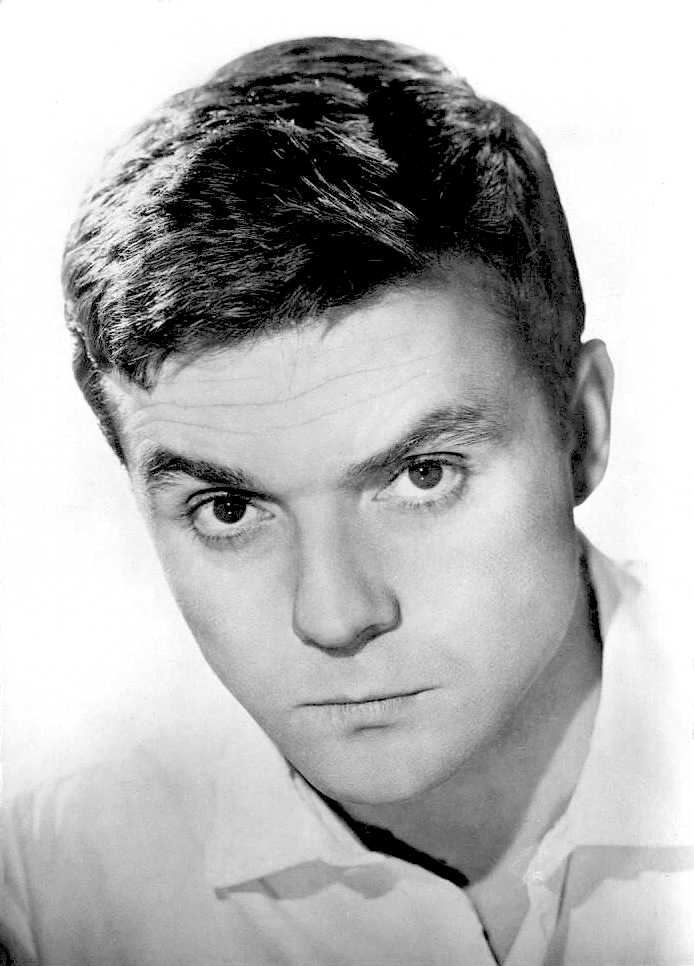
Jacques Riberolles (Matik)
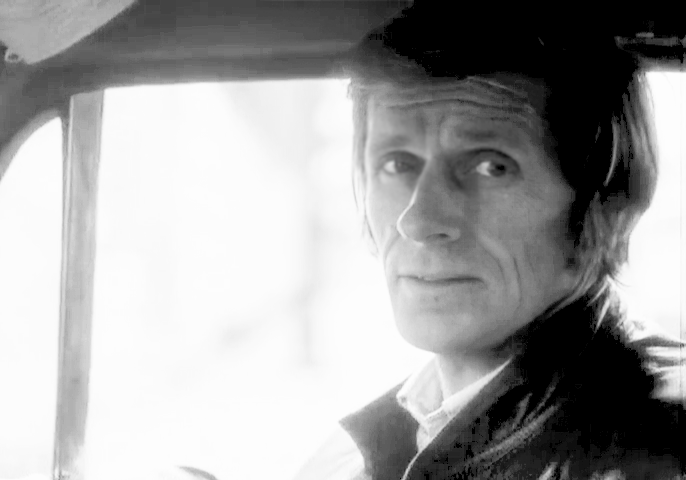
Edward Meeks (un amant)
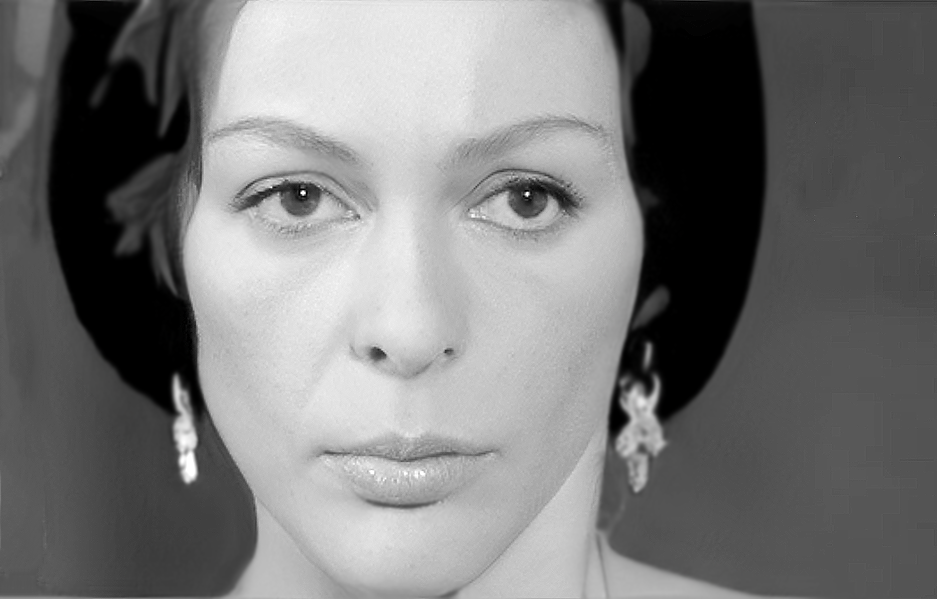
Françoise Prévost (Nicole)
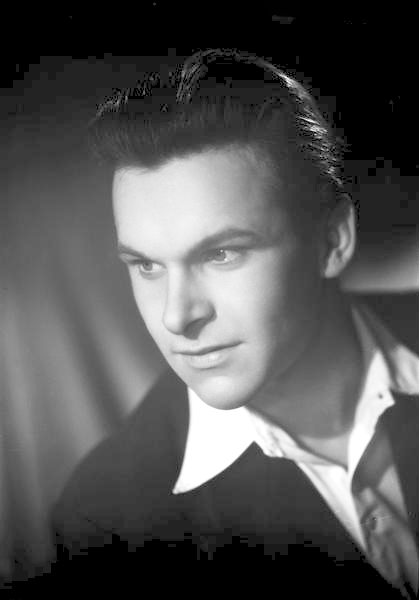
François Chaumette (Wespyr)
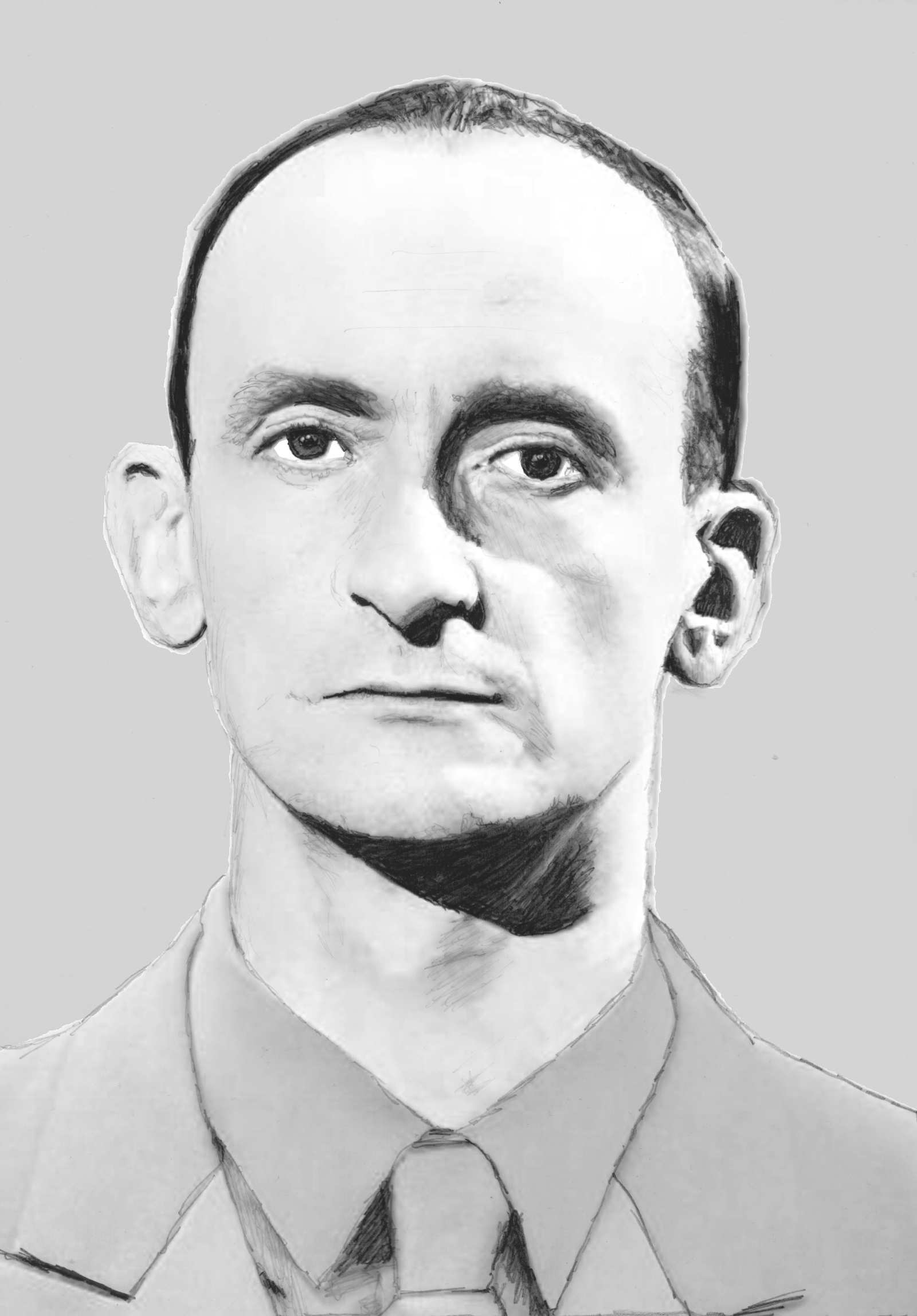
Philippe Castelli (L'homme au téléphone)

- Mireille Darc : Galia
- Venantino Venantini : Greg
- Françoise Prévost : Nicole
- Jacques Riberolles : Matik
- François Chaumette : Wespyr
- Edward Meeks : Un amant de Galia
- Philippe Castelli : L'homme au téléphone
- Jacques Santi : Le bel homme à la terrasse
- Henri Attal : Un employé de la morgue
- Raoul Saint-Yves : Gaston, le barman
- Francis Lemonnier
- Louis Viret : Le bistrot
- Roland Catalano
- Carole Lebesque
- Marlène Charell (Elle-même)
- Ann Bosshard
- Nana Michaël
- Natacha Von Turmanow
- Francis Blanche : L'homme de la piscine (non crédité)
- Georges Lautner : Le camionneur (non crédité)

## Lieux de tournage
- Paris
  - Paris 1er, Place Vendôme
  - Paris 4e, Pont au Double
  - Paris 5e, Quai de Montebello, quai de la Tournelle, jardin des Plantes, rue Cuvier
  - Paris 6e, Le Select, Boulevard du Montparnasse, rue de Sèvres
  - Paris 14e, La Coupole, Boulevard du Montparnasse
- Seine-Maritime
  - Étretat
- Seine-Saint-Denis
  - Studios Eclair à Épinay-sur-Seine
- Italie
  - Vénétie, Venise

## Autour du film
À 1 h 16, un camionneur, joué par Georges Lautner, placé derrière Galia à un feu rouge, l'invective par un « Alors poupée, on dort ? » ; celle-ci lui répond « Ne nous fâchons pas ! », titre du film éponyme dont Mireille Darc est l'héroïne.

## Réception critique
« Je dois même dire, et je le regrette, que je trouve son film entièrement raté. […] Or Galia n'est qu'un très mauvais film commercial qui exploite avec une complaisance elle aussi fort suspecte les charmes, indiscutables d'ailleurs, de Mireille Darc, aimable comédienne pleine d'abattage mais qui devra approfondir son métier avant de réussir à faire croire que des tempêtes se déroulent sous son joli crâne… »

— Marcel Martin, Les Lettres françaises